# Wappen der Gemeinde Lengdorf
Das Wappen der Gemeinde Lengdorf ist seit 1967 neben der Flagge das offizielle Hoheitszeichen von Lengdorf.

## Blasonierung
„Durch einen goldenen Wellenbalken schräg geteilt von Rot und Schwarz; oben ein silberner Becher, unten eine silberne Salzkufe.“

## Geschichte
Das Wappen wurde vom Gautinger Heraldiker Heinz Bessling gestaltet.
In der Gemeindemarkung bestanden vom Mittelalter an die Hofmarken Bittlbach, Kopfsburg und Furtarn als eigene Niedergerichtsbezirke. Besitzer waren lange Zeit die Adelsfamilien der Pietlbacher, Kopf von Kopfsburg und Furtaler von Furtarn. Symbole aus den Wappen dieser Familien finden sich auch im heutigen Gemeindewappen wieder. So weist der Wellenschrägbalken auf die Pietlbacher, der Becher auf die Kopf und die Salzkufe auf die Furtaler.
Die Regierung von Oberbayern genehmigte mit Beschluss vom 9. Dezember 1981 die Führung des Wappens durch die Gemeinde.